# 高知県道・愛媛県道7号宿毛城辺線
高知県道・愛媛県道7号宿毛城辺線（こうちけんどう・えひめけんどう7ごう すくもじょうへんせん）は、高知県宿毛市から愛媛県南宇和郡愛南町に至る主要地方道（高知県道・愛媛県道）である。

## 概要
高知県宿毛市の国道56号交点から西方向に向かって路線が始まる。土佐くろしお鉄道宿毛線の宿毛駅の北側を直進し、高知県道354号片島港線の北側を並行し、宿毛湾の海岸に沿って西へ進み愛媛県に入る。黒崎鼻で北方向に進路を変え、南宇和郡愛南町垣内で国道56号交点に至る。

### 路線データ
- 起点：高知県宿毛市長田町（長田町交差点・国道56号宿毛バイパス交点）
- 終点：愛媛県南宇和郡愛南町垣内（国道56号交点）
- 路線延長 :【愛媛県側】14.7 km[1]

## 歴史
- 1993年（平成5年）5月11日 - 建設省（現・国土交通省）から、一般県道深浦宿毛線・一般県道深浦港線の一部が宿毛城辺線として主要地方道に指定される[2]。
- 1994年（平成6年）4月1日 - 高知県と愛媛県が一般県道109号深浦宿毛線を廃止し、主要県道7号宿毛城辺線を認定。

## 地理

### 通過する自治体
- 高知県
  - 宿毛市
- 愛媛県
  - 南宇和郡愛南町

### 交差する道路
| 施設名       | 接続路線名            | 備考          | 所在地                                                                                             |
| ------------ | --------------------- | ------------- | -------------------------------------------------------------------------------------------------- |
| 長田町交差点 | 国道56号宿毛バイパス  | 起点          | 高知県宿毛市長田町                                                                                 |
|              |                       |               | 愛媛県・高知県境北緯32度55分31秒 東経132度39分21.6秒 / 北緯32.92528度 東経132.656000度             |
|              | 愛媛県道298号深浦港線 | 県道298号終点 | 愛媛県南宇和郡愛南町垣内北緯32度56分52.45秒 東経132度36分4.9秒 / 北緯32.9479028度 東経132.601361度 |
|              | 国道56号              | 終点          | 愛媛県南宇和郡愛南町垣内                                                                           |

### 沿線
- 土佐くろしお鉄道宿毛線宿毛駅